# Albaniens distrikt
Albanien var mellan 1991 och 2000-2014 indelat i 36 distrikt (albanska: rrethe). I Lag No. 8653 togs distrikten bort den 31 juli 2000 som administrativa enheter och ersattes av 12 prefekturer (albanska; qark eller quarqe).
Huvudstaden Tirana hade en speciell status.

## Distrikten
| 1. Berat 2. Bulqizë 3. Delvinë 4. Devoll 5. Dibër 6. Durrës 7. Elbasan 8. Fier 9. Gjirokastër 10. Gramsh 11. Has 12. Kavajë 13. Kolonjë 14. Korçë 15. Krujë 16. Kucovë 17. Kukës 18. Kurbin | 1. Lezhë 2. Librazhd 3. Lushnjë 4. Malësi e Madhe 5. Mallakastër 6. Mat 7. Mirditë 8. Peqin 9. Përmet 10. Pogradec 11. Pukë 12. Sarandë 13. Shkodër 14. Skrapar 15. Tepelenë 16. Tiranë 17. Tropojë 18. Vlorë | Albanska distrikt |